# Fjällhöfjäril
Fjällhöfjäril (Colias nastes) är en fjärilsart som beskrevs av Jean Baptiste Boisduval 1832. I den svenska databasen Dyntaxa används istället namnet Colias werdandi. Fjällhöfjäril ingår i släktet Colias och familjen vitfjärilar.
Artens utbredningsområde är Sverige. Arten är reproducerande i Sverige. Inga underarter finns listade i Catalogue of Life.